# Az Zintan
Az Zintan (tiếng Ả Rập: الزنتان, Az Zintan), cũng được viết là Al Zintan, Ez Zintan hay Az Zentan, và đôi khi gọi là Tigharmin theo bộ lạc Amazigh (nghĩa là lâu đài nhỏ), là một đô thị ở phía bắc của miền tây Libya, cách Tripoli 160 km về phía tây nam và thuộc địa giới hành chính của quận Al Jabal al Gharbi. Đô thị này cùng các khu vực phụ cận có dân số xấp xỉ 25.000 người.